# فرودگاه فارست

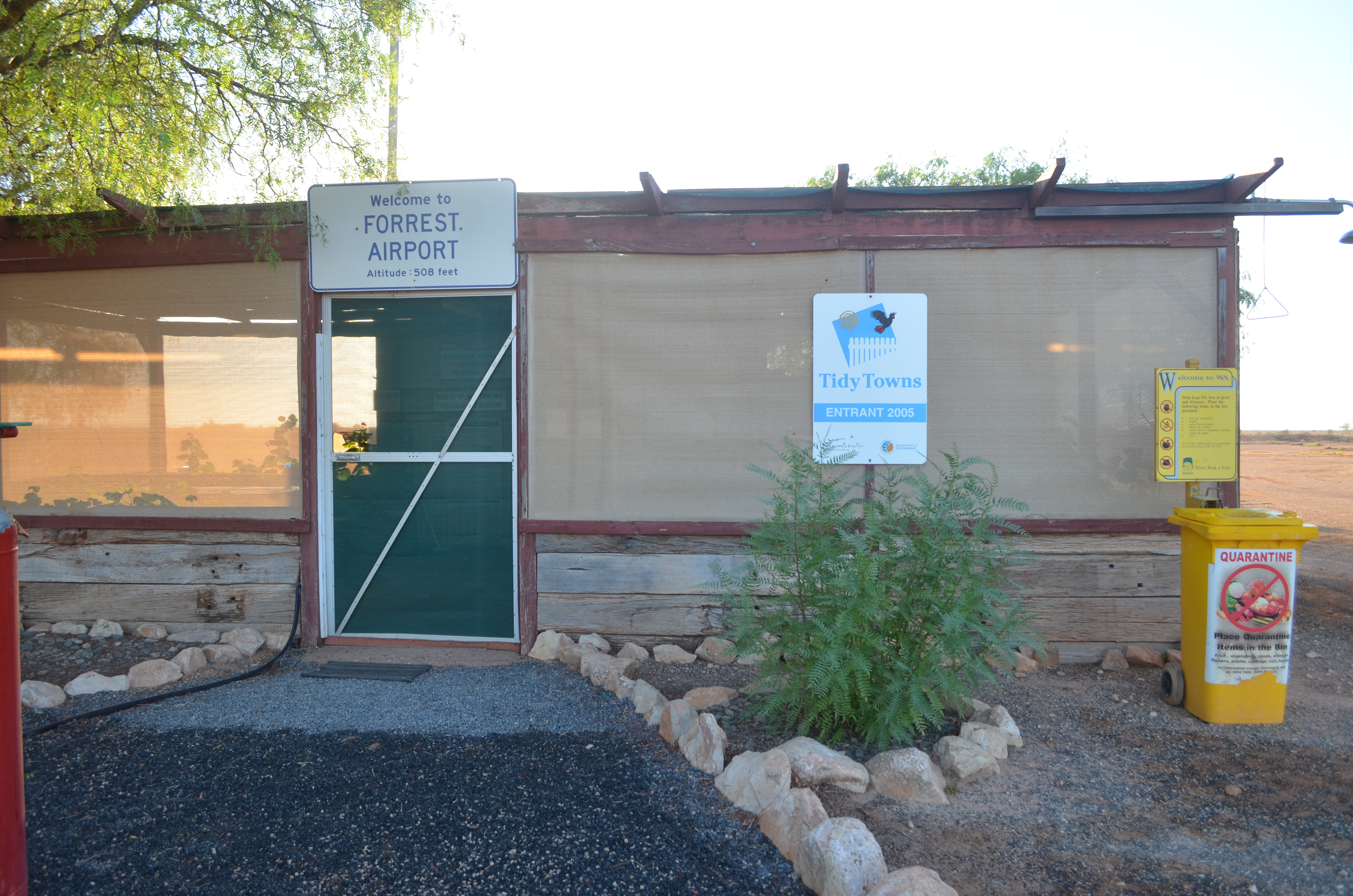
نمایی بیرونی از فرودگاه فارست

فرودگاه فارست (به انگلیسی: Forrest Airport) یک فرودگاه همگانی با کد یاتا FOS است که یک باند فرود آسفالت دارد و طول باند آن ۱۵۱۹ متر است. این فرودگاه در کشور استرالیا قرار دارد و در ارتفاع ۱۵۶ متری از سطح دریا واقع شده است.